# Varsity Stadium
Das Varsity Stadium ist ein Stadion in der kanadischen Stadt Toronto, Provinz Ontario.
Es ist im Besitz der University of Toronto, deren Sportmannschaften, die Toronto Varsity Blues, das Stadion nutzen. Seit 1898 finden auf dem Gelände Sportveranstaltungen statt. Das derzeitige Stadion wurde 2007 gebaut und ersetzte den Bau von 1911. Das Stadion ist auch eine ehemalige Spielstätte der Toronto Argonauts und war Austragungsort des Grey Cups und des Vanier Cups. Des Weiteren fanden im Rahmen der Olympischen Sommerspiele 1976 mehrere Spiele des olympischen Fußballturniers im Varsity Stadium statt. Neben dem Stadion befindet sich die Varsity Arena.

## Geschichte
Das Gelände wird seit 1898 als Sportplatz von den Sportmannschaften der University of Toronto genutzt. 1911 eröffnete die Universität das Varsity Stadium.

### Erstes Stadion

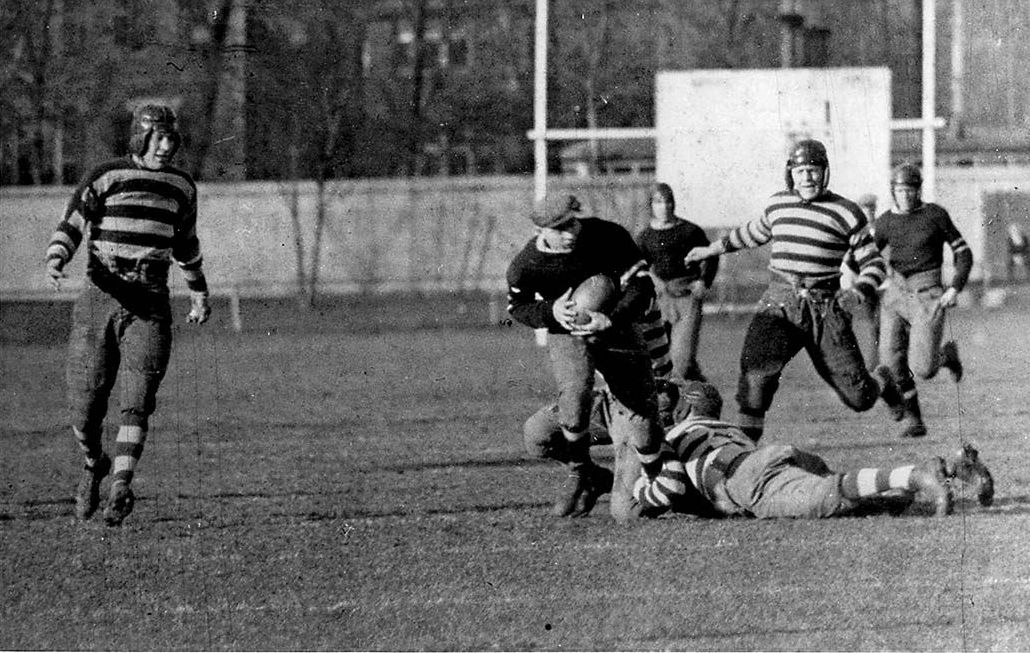
Spielszene zwischen den Toronto Argonauts und den Ottawa Rough Riders

Mit einer Zeit von 10,3 Sekunden über 100 Meter stellte der Sprinter Percy Williams während der kanadischen Leichtathletik-Meisterschaften 1930 im Varsity Stadium einen neuen Weltrekord auf.
Bis zur Eröffnung des Exhibition Stadium im Jahr 1959 diente das Varsity Stadium als Heimspielstätte der Toronto Argonauts. Obwohl seit fast einem halben Jahrhundert kein bedeutendes CFL-Spiel mehr im Varsity Stadium stattgefunden hat, hält es immer noch den Rekord mit den meisten Austragungen des Grey Cups. Die Kapazität des Stadions hat sich im Laufe der Zeit verändert. Während den 1950er Jahren lag das Fassungsvermögen bei etwa 22.000. Der Zuschauerrekord datiert aus dem Jahr 1956, als durch den Einsatz temporärer Tribünen 27.425 Zuschauer das Grey-Cup-Finale zwischen den Edmonton Eskimos und den Montreal Alouettes verfolgte.
Während den Olympischen Sommerspielen 1976 fanden im Varsity Stadium mehrere Fußballspiele statt, unter anderem das Halbfinalspiel zwischen Brasilien und Polen.
Bis zum Umzug 1978 ins Exhibition Stadium nutzten auch die Toronto Metros-Croatia das Varsity Stadium als Spielstätte. Sechs Jahre später kehrten sie als Toronto Blizzard zurück.
Mitte 1986 fand im Varsity Stadium die Lacrosse-Weltmeisterschaft statt. Im Finale besiegte das US-amerikanische Team die Kanadier mit 18:9.
Auch die Kanadische Fußballnationalmannschaft bestritt mehrere Spiele im Varsity Stadium. Darunter die wichtigen WM-Qualifikationsspiele gegen Costa Rica im Jahr 1985 und Mexiko im Jahr 1993. 1994 fanden zudem Testspiele gegen Deutschland und die Niederlande im Stadion statt.
1997 zogen die Toronto Lynx ins Stadion ein, mussten jedoch aufgrund des bevorstehenden Abrisses der historischen Anlage in das Centennial Park Stadium umziehen. Mitte 2002 erfolgte dann der Abriss des Stadions, nachdem die Kosten für die Instandhaltung der großen Anlage weit über den Einnahmen lagen. Das Spielfeld und die Laufbahn wurden beibehalten. Während Umbaus des Geländes zogen die Universitätsmannschaften in das Birchmount Stadium in Scarborough.

### Nach dem Umbau
Zwischen 2003 und 2005 wurden etwa 1500 temporäre Sitzplätze im Stadion angebracht um auch weiterhin Spiele zwischen den College-Teams zu ermöglichen.
Ein ursprünglicher Plan für den Neubau sah eine Kapazität von 25.000 Sitzplätzen vor. Dieser wurde jedoch von der Stadtregierung und der University of Toronto aufgrund von Bedenken hinsichtlich der Kosten abgelehnt. Danach stand der Plan im Raum das Stadion auf dem Gelände der York University zu bauen, aber auch dieser Plan wurde abgelehnt. 2007 wurde schließlich der Neubau eröffnet.
Es umfasst eine Leichtathletikbahn der IAAF-Klasse II (400 m), ein Kunstrasenspielfeld (FIFA 2-Sterne-Oberfläche von Polytan) und eine Winterblase, welche bei schlechtem Wetter die Nutzung des Spielfeldes gewährleistet. Im Vergleich zum alten Stadion befinden sich die Sitzplätze nun näher an der Varsity-Arena, wodurch die beiden Bauten fast zu einem zusammenhängenden Komplex verschmelzen. Ein Teil der roten Backsteinmauer des alten Stadions wurde entlang der Bloor Street aus historischen Zwecken instand gehalten.
Während den Panamerikanischen Spielen 2015 fanden die Wettkämpfe im Bogenschießen im Stadion statt, dabei konnten etwa 2000 Zuschauer diesen beiwohnen.